# Супин в древнерусском языке
Супин (от лат. supinum «лежащее на спине, обращённое назад, обратное») — неизменяемая глагольная форма, образовывавшаяся от основы инфинитива при помощи суффикса -тъ; служил в древнерусском языке для указания цели движения, выраженного другим глаголом. Употреблялся только при глаголах движения несовершенного вида. Другие названия супина, употребляемые в научной литературе: достигательное наклонение или инфинитив цели.

## История
Исторически супин являлся формой винительного падежа единственного числа существительных на *-u- — мужского рода с окончанием -ъ.
Супин как особая форма глагола существовал уже в праславянском языке и был унаследован всеми славянскими языками, в том числе и древнерусским. Однако уже в самых ранних памятниках древнерусского языка он начинает употребляться нерегулярно, его часто заменяли формами инфинитива. В литературном древнерусском языке супин полностью исчезает к XIV веку. Некоторые исследователи считают, что он до сих пор сохраняется в некоторых севернорусских народных говорах (например, иду пахат), но другие учёные видят здесь формы инфинитива с отвердевшим -ть.
В берестяных грамотах XI-XV вв., наиболее близко отражающих живую речь, супин не встретился ни разу. Впрочем, в них не представлены и контексты, в которых заведомо требовался бы супин. Встретилось только один раз явишися... шити с инфинитивом (грамота 490, XIV век), но неизвестно, требовал ли глагол явитися супина.
Исчезновение супина связывают с тем, что по своей функции он был близок к инфинитиву, но употреблялся значительно реже последнего. 
Примером употребления супина может послужить фраза из Суздальской летописи:
Прислаша ся ко князю Андрею Романъ с братьею своею просяще Роману Ростиславичу Кыева княжитъ
Может быть выражена словами современного русского языка:
Прибыли к князю Андрею Роман с братьями, прося Киев Роману Ростиславовичу княжить

Из Повести временных лет:
Придоша половци первое на Руськую землю воеватъ

## История открытия
В числе других успехов Александра Христофоровича Востокова было обнаружение отсутствия деепричастий в церковнославянском языке, при наличии в последнем супина, который учёным именовался достигательным наклонением.
Немногим ранее был выявлен чешским славистом Й. Добровским, который печатал тогда же свой труд «Institutiones linguae Slavicae dialecti veteris»; ознакомившись с работами А. Х. Востокова, уже готов был прекратить публикацию своих исследований и отказался от этого намерения, лишь уступив убеждениям Е. Копитара.